# سیارک ۱۰۱۲۴
سیارک ۱۰۱۲۴ (به انگلیسی: 10124 Hemse، نامگذاری:1993FE23) ده هزار و صد و بیست و چهارمین سیارک کشف شده‌است که در ۲۱ مارس ۱۹۹۳ کشف شد.
قدر مطلق سیارک برابر ۲۲٫۴ است.